# Toppers in concert 2009
Toppers in concert 2009 is de naam van de twee jubileumconcerten op 12 en 13 juni 2009 van De Toppers en de gelijknamige cd en dvd.
Het was de vijfde ArenA-editie van Toppers in concert. Jeroen van der Boom verving Gerard Joling. Ook deden ze dit jaar mee met het Eurovisiesongfestival 2009 in Moskou. Er waren gastoptredens van deelnemers aan X-Factor Lisa, Danny, Maxim & Didier Froger, Robert ten Brink, Rob de Nijs en Johnny Logan.
Het album heeft de status eenmaal platina en tweemaal goud.
Het concert werd overschaduwd door het plotselinge overlijden van Jan en Mien Froger, de ouders van René Froger. In de jubileum-concerten van 2009 zong Froger een ode aan zijn ouders met het nummer Here In My Heart. Zonen Danny Froger, Maxim Froger en Didier Froger zongen met hun vader het nummer Father And Friend, origineel van Alain Clark. 

## Songfestival 2009
Op 19 september 2008 maakte de TROS bekend dat de Toppers Nederland zouden vertegenwoordigen op het Eurovisiesongfestival van 2009 in Moskou. In de aanloop naar het festival zou de reallifesoap De Toppers op weg naar Moskou door de TROS worden uitgezonden, maar SBS6, waar Gerard Joling onder contract stond, ging niet akkoord met Joling als figurant in een soap van de TROS. De reacties die Gordon hierop uitte in de media schoten bij Joling in het verkeerde keelgat en hij wilde niet meer meedoen aan het Eurovisiesongfestival. Enkele dagen na het incident, op 10 november, werd bekend dat Jeroen van der Boom Joling in de Toppers zou opvolgen. Joling wilde aanvankelijk wel de in 2009 geplande concerten als lid van de Toppers doen, maar ook hier werd hij vervangen door Van der Boom. Tijdens de tweede halve finale van het Songfestival zongen de Toppers het liedje "Shine", maar ze kregen niet genoeg punten van het publiek om door te mogen gaan naar de finale. Shine kreeg slechts 11 punten, 1 van Denemarken en 10 punten van Albanië. Daarmee bereikten ze de 17e plaats, terwijl de 9e plaats recht gaf op een ticket naar de finale. Ook de jury koos "Shine" niet uit.

## Tracklist

### Cd

#### Cd 1
1. Brand New Day
2. Zeemans Medley
3. Eén wereld
4. Guus Meeuwis Medley
5. Love & Hurt Medley
6. Donna Summer Medley
7. Hallelujah
8. Op En Top Pop Medley
9. Toppers Medley 2009
10. Volendam Medley
11. Royal Night Of Disco Medley
12. Shine

#### Cd 2
1. Songfestival Medley
2. Don't Let The Sun Go Down On Me
3. Here In My Heart/Father And Friend
4. Swinging Soul medley
5. Gimme Gimme Gimme
6. Kleuter Medley
7. Queen Medley
8. Rob De Nijs Medley
9. Jij Bent Zo
10. Disco Samba
11. Lol Medley

### Dvd

#### Dvd 1
1. Ouverture
2. Brand New Day
3. Zeemans Medley
4. Eén wereld
5. Guus Meeuwis Medley
6. Love & Hurt Medley
7. Donna Summer Medley
8. Hallelujah
9. Op En Top Pop Medley
10. Toppers Medley 2009
11. Volendam Medley
12. Royal Night Of Disco Medley

#### Dvd 2
1. Shine
2. Songfestival Medley
3. Don't Let The Sun Go Down On Me
4. Here In My Heart/Father And Friend
5. Swinging Soul medley
6. Gimme Gimme Gimme
7. Kleuter Medley
8. Queen Medley
9. Rob De Nijs Medley
10. Jij Bent Zo
11. Disco Samba
12. Lol Medley
13. TOEGIFT: Over de top!

### Concert

#### Deel 1
1. Ouverture
2. Brand New Day
3. Zeemans medley:
A. Meisje, ik ben een zeeman
B. Blody mary
C. M'n vissersmeisje
D. De zuiderzee ballade
E. Op de woelige baren
F. Als de klok van Arnemuiden
4. Een Wereld Jeroen van der Boom
5. Guus Meeuwis medley:
A. 'T dondert en 't bliksemt
B. Het is een nacht
C. Toen ik je zag
D. per spoor
E. Ik ben blij dat ik je niet vergeten ben
6. Love & Hurt Medley:
A. Let's just kiss and say goodbye
B. I'm so hurt
C. Love hurts
D. Only you
7. Donna Summer medley: Lisa, Hester & Rachel
A. Hot stuff
B.On the radio
C. She works hard for the  money
D. Bad girls
E. This time I know it's for real
8. Hallelujah Gordon Heuckeroth & Lisa
9. Op En Top Pop Medley:
A. Iedereen is van de wereld
B. Ik kan het niet alleen
C. Kronenburg Park
D. Vriendschap
10. Toppers 2009 Medley:
A. Betekenis
B. Jij moet verder
C. Blijf je vannacht bij mij
D. Het is over
E. Jong voor altijd
F. Jij bent zo
G. Doe maar gewoon
H. 'T is zo weer voorbij
I. De zon schijnt voor iedereen
11. Volendam Medley:
A. Als de morgen is gekomen
B. One way wind
C. Mooi Volendam
D. Pak maar mijn hand
E. Kijk omhoog
F. Cupido
G. Vrienden voor het leven
H. Rosanne
12. Royal Night Of Disco Medley:
A. Get down tonight
B. Play that funky music
C. Shame, shame, shame
D. The best of my love
E. Ring my bell
F. Born to be alive
G. Don't take away the music
H. Best disco in town
I. Don't let me be misunderstood
J. I'm in the mood for dancing

#### Deel 2
1. Shine
2. Songfestival Medley: De Toppers & Johnny Logan
A. Making your mind up
B. Let it swing
C. Love isn't love
D. Hold me now
E. What's another year
F. Love shine your light
3. Don't Let The Sun Go Down On Me René Froger & Jeroen van der Boom
4. Ode Aan Mien Froger: René Froger, Danny Froger, Maxim Froger & Didier Froger
A. Here in my heart
B. Father & Friend
5. Swinging Soul Medley:
A. Love train
B. Feel the need in me
C. Working my way back
6. Gimme Gimme Gimme Gordon Heuckeroth
7. Kleuter Medley: De Toppers & Robert ten Brink
A. De fabeltjeskrant
B. Pippi langkous
C. Swiebertje
D. Pipo de clown
E. Hamelen
F. Maja de bij
G Peppi en Kokki
8. Queen Medley:
A. It's a beautiful day
B. Don't Stop Me Now
C. Crazy Little Thing Called Love
D. Bohemian Rhapsody
E. Radio ga ga
F. I want to break free
G. Somebody to Love
H. We will rock you
I. The show must go on
9. Rob de Nijs Medley: De Toppers & Rob de Nijs
A. Jan Klaassen de trompetter
B. Ritme van de regen
C. Zonder jou
D. Hou me vast
E. Zondag
F. Malle Babbe
G. Zuster Ursela
H. Banger hart
10. Jij Bent Zo Jeroen van der Boom
11. Disco Samba
12. Lol Medley:
A. Manuela
B. Brandend zand
C. Jij denkt maar dat je alles mag van mij
D. Mooie meisjes blijven nooit lang alleen
E. Leve de lol
13. TOIEGIFT: Over De Top! 2009

## Hitnotering

### Album Top 100
| "Toppers in concert 2009" in de Nederlandse Album Top 100 - binnen: 05-09-2009 | "Toppers in concert 2009" in de Nederlandse Album Top 100 - binnen: 05-09-2009 | "Toppers in concert 2009" in de Nederlandse Album Top 100 - binnen: 05-09-2009 | "Toppers in concert 2009" in de Nederlandse Album Top 100 - binnen: 05-09-2009 | "Toppers in concert 2009" in de Nederlandse Album Top 100 - binnen: 05-09-2009 | "Toppers in concert 2009" in de Nederlandse Album Top 100 - binnen: 05-09-2009 | "Toppers in concert 2009" in de Nederlandse Album Top 100 - binnen: 05-09-2009 | "Toppers in concert 2009" in de Nederlandse Album Top 100 - binnen: 05-09-2009 | "Toppers in concert 2009" in de Nederlandse Album Top 100 - binnen: 05-09-2009 | "Toppers in concert 2009" in de Nederlandse Album Top 100 - binnen: 05-09-2009 | "Toppers in concert 2009" in de Nederlandse Album Top 100 - binnen: 05-09-2009 | "Toppers in concert 2009" in de Nederlandse Album Top 100 - binnen: 05-09-2009 |
| Week                                                                           | 01                                                                             | 02                                                                             | 03                                                                             | 04                                                                             | 05                                                                             | 06                                                                             | 07                                                                             | 08                                                                             | 09                                                                             | 10                                                                             |                                                                                |
| ------------------------------------------------------------------------------ | ------------------------------------------------------------------------------ | ------------------------------------------------------------------------------ | ------------------------------------------------------------------------------ | ------------------------------------------------------------------------------ | ------------------------------------------------------------------------------ | ------------------------------------------------------------------------------ | ------------------------------------------------------------------------------ | ------------------------------------------------------------------------------ | ------------------------------------------------------------------------------ | ------------------------------------------------------------------------------ | ------------------------------------------------------------------------------ |
| Nummer                                                                         | 4                                                                              | 5                                                                              | 10                                                                             | 26                                                                             | 35                                                                             | 41                                                                             | 51                                                                             | 67                                                                             | 80                                                                             | 85                                                                             | uit                                                                            |

### Nederlandse DVD Top 30
| Hitnotering: 10-10-2009 t/m 27-02-2010 | Hitnotering: 10-10-2009 t/m 27-02-2010 | Hitnotering: 10-10-2009 t/m 27-02-2010 | Hitnotering: 10-10-2009 t/m 27-02-2010 | Hitnotering: 10-10-2009 t/m 27-02-2010 | Hitnotering: 10-10-2009 t/m 27-02-2010 | Hitnotering: 10-10-2009 t/m 27-02-2010 | Hitnotering: 10-10-2009 t/m 27-02-2010 | Hitnotering: 10-10-2009 t/m 27-02-2010 | Hitnotering: 10-10-2009 t/m 27-02-2010 | Hitnotering: 10-10-2009 t/m 27-02-2010 | Hitnotering: 10-10-2009 t/m 27-02-2010 | Hitnotering: 10-10-2009 t/m 27-02-2010 | Hitnotering: 10-10-2009 t/m 27-02-2010 | Hitnotering: 10-10-2009 t/m 27-02-2010 | Hitnotering: 10-10-2009 t/m 27-02-2010 | Hitnotering: 10-10-2009 t/m 27-02-2010 | Hitnotering: 10-10-2009 t/m 27-02-2010 | Hitnotering: 10-10-2009 t/m 27-02-2010 | Hitnotering: 10-10-2009 t/m 27-02-2010 | Hitnotering: 10-10-2009 t/m 27-02-2010 | Hitnotering: 10-10-2009 t/m 27-02-2010 |
| Week                                   | 1                                      | 2                                      | 3                                      | 4                                      | 5                                      | 6                                      | 7                                      | 8                                      | 9                                      | 10                                     | 11                                     | 12                                     | 13                                     | 14                                     | 15                                     | 16                                     | 17                                     | 18                                     | 19                                     | 20                                     |                                        |
| -------------------------------------- | -------------------------------------- | -------------------------------------- | -------------------------------------- | -------------------------------------- | -------------------------------------- | -------------------------------------- | -------------------------------------- | -------------------------------------- | -------------------------------------- | -------------------------------------- | -------------------------------------- | -------------------------------------- | -------------------------------------- | -------------------------------------- | -------------------------------------- | -------------------------------------- | -------------------------------------- | -------------------------------------- | -------------------------------------- | -------------------------------------- | -------------------------------------- |
| Nummer                                 | 1                                      | 1                                      | 1                                      | 2                                      | 2                                      | 4                                      | 7                                      | 9                                      | 7                                      | 8                                      | 6                                      | 3                                      | 7                                      | 7                                      | 8                                      | 7                                      | 8                                      | 8                                      | 13                                     | 10                                     | uit                                    |